# Sankei Shimbun
Sankei Shinbun (産経新聞 (Sản kinh tân văn) nghĩa là: báo công nghiệp-kinh tế) là một nhật báo tại Nhật Bản. Tờ báo do công ty TNHH Sankei Shinbun (株式会社産業経済新聞社 (Chu thức hội xã Sản nghiệp Kinh tế tân văn xã) Kabushiki-gaisha Sangyō Keizai Shinbunsha). Đây là tờ báo có số lượng phát hành lớn thứ 6 tại Nhật Bản và được coi là một trong 5 tờ báo toàn quốc.
Ngày 1 tháng 10 năm 2007, trang thông tin điện tử của Sankei Shinbun và MSN Nhật Bản cho ra một trang thông tin hợp tác, MSN Sankei News.